# Josef Obajdin
Josef Obajdin (* 7. listopadu 1970, Poděbrady) je bývalý český fotbalový útočník a reprezentant České republiky.

## Klubová kariéra
Hrál za Duklu Praha (1991–1992), Poldi Kladno (1992), FC Slovan Liberec (1993–1994, 1995), Eintracht Frankfurt (1995), Spartu Praha (1996–2001, 2002, 2003–2004), Omonia Nicosia (2002), Bohemians (2003), SK Slovan Varnsdorf (2005, 2007–2008), Wisła Płock (2006–2007), FK Arsenal Česká Lípa (2008–2009). Se Spartou získal šest mistrovských titulů (1997–2001 a 2003).
16.10.1994 vstřelil v dresu Liberce v zápase proti Benešovu 4 branky, přispěl k vítězství 5:0 a stal se prvním hráčem v historii samostatné české ligy, kterému se to podařilo.

## Reprezentační kariéra
Za českou reprezentaci odehrál 13. prosince 1995 jedno utkání, přátelský zápas s domácím Kuvajtem (výhra 2:1).